# 老嚴有女不愁嫁
《老嚴有女不愁嫁》，是中国大陆2012年的一部电视剧。 由制片人吴军和导演顾晶联手打造，李幼斌、史兰芽、隋俊波、徐洪浩、江雪联袂献演。2012年在10月13日於深圳公共粤语综合频道全國首播，2013年1月14日在江苏卫视上星。

## 角色
- 李幼斌 - 严查令，退休保卫处长
- 史兰芽 - 杜慧娘，严查令的老婆
- 隋俊波 - 严小灿，严查令和杜慧娘的女兒
- 徐洪浩 - 闻文刚，严小灿的男友
- 江雪 - 艾丽
- 樊尚宏 - 雷午，严查令的徒弟
- 杨昆 - 韩雪梅，闻文刚的母亲
- 何音 - 申清，严查令的初恋女友
- 杨子骅 - 闻荣，闻文刚的亲生父亲
- 刘培清 - 陆考浦，闻文刚的继父

## 收视率
由CSM45数据参考而来，收视率包括全天收视指数和市场（收视）份额参数
| 平台     | 平均收视率 | 平均收视份额 | 全年排名 |
| 江苏卫视 | 1.179      | 2.99         | 23       |

## 外部連結
- 《老嚴有女不愁嫁》新浪網專題 （页面存档备份，存于）